# Radio Free Europe/Radio Liberty
Pour les articles homonymes, voir Radio Free Europe (chanson), RFL, RFE et RL.
Radio Free Europe/Radio Liberty (RFE/RL) est une station de radio et un groupe de communication privés financés par le Congrès des États-Unis. L'organisation existe en Europe et au Moyen-Orient. Elle diffuse dans 21 pays en 28 langues par ondes courtes, ondes moyennes, FM et internet.

## Histoire

### Radio Free Europe
Le National Committee for a Free Europe (Comité national pour une Europe libre) est fondé en juin 1949 à New York. Radio Free Europe, qui est dès ce moment une radio privée, dépend alors de cette organisation. Le siège de Radio Free Europe est installé à Munich et diffuse pour la première fois le 4 juillet 1950 en ondes courtes pour la Tchécoslovaquie.
L'organisation reçoit ses fonds du Congrès des États-Unis via la Central Intelligence Agency (CIA), mais aussi des financements privés,. En 1971, la CIA cesse de financer Radio Free Europe, qui est placée sous la surveillance du International Broadcasting Bureau (en) (IBB), dont les membres sont nommés par le président américain.

### Après la fusion avec Radio Liberty

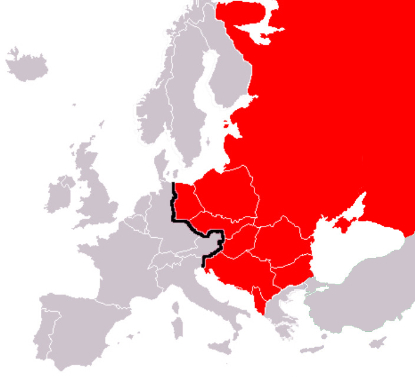
L'Europe séparée en deux par le rideau de fer durant la guerre froide : bloc capitaliste à l'Ouest, bloc socialiste à l'Est.

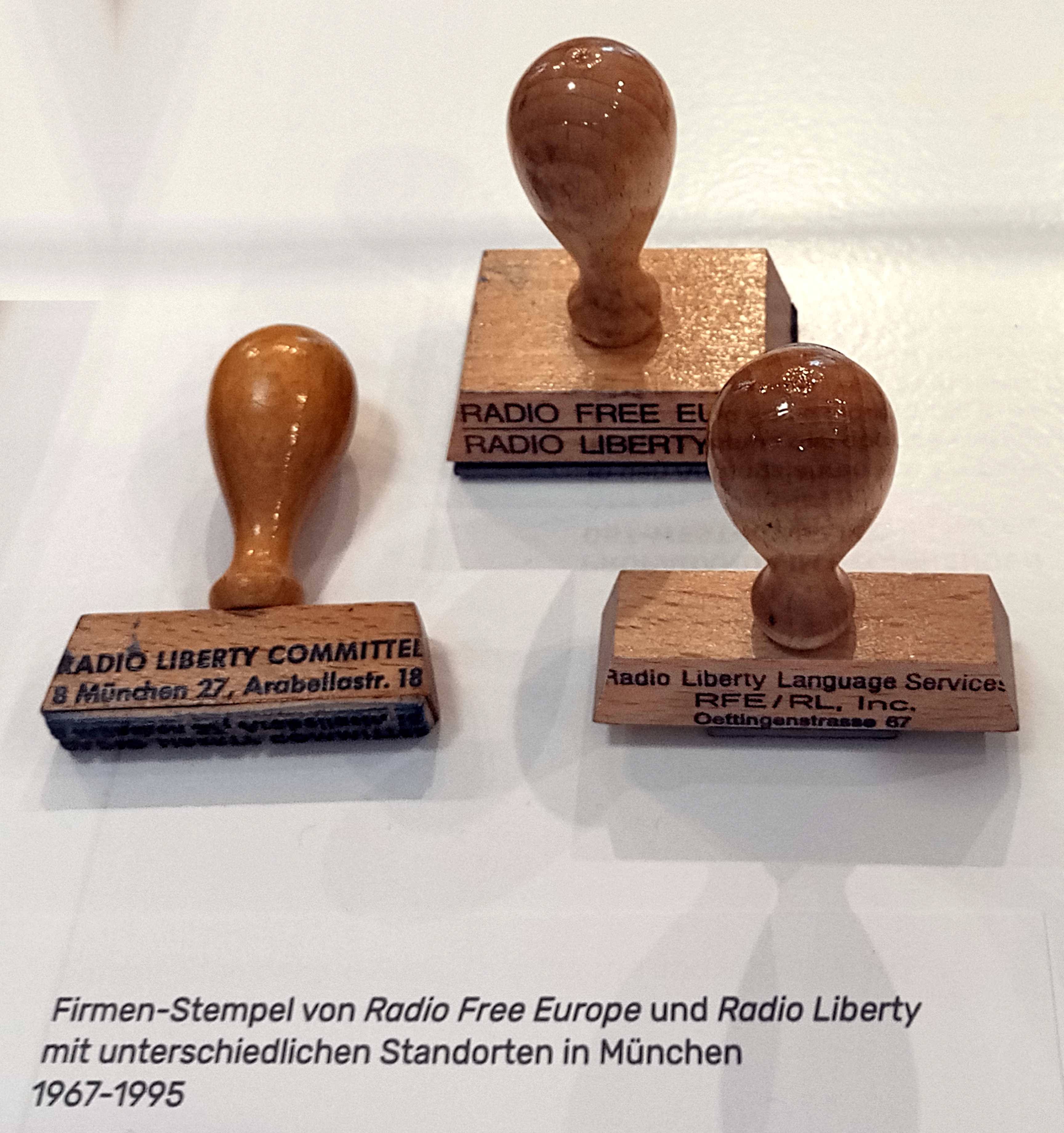
Tampons de Radio Free Europe conservés au Münchner Stadtmuseum.

Le 1er octobre 1976, Radio Free Europe fusionne avec un autre organisme financé par le congrès, Radio Liberty, fondé en 1951 par l'American Committee for the Liberation of the Peoples of Russia (Comité Américain pour la Libération des Peuples de Russie). Aussi la nouvelle entité change son nom pour devenir Radio Free Europe/Radio Liberty.
Sous Carter, Brzezinski fait augmenter la puissance des émetteurs de la radio . Les autorités soviétiques tentent régulièrement de brouiller les signaux de Radio Free Europe jusqu'en 1988. De 1985 à 1993, Radio Free Europe a également géré Radio Free Afghanistan.
La chute de l'Union soviétique entraîne la réduction du budget de Radio Free Europe qui passe de 227 à 75 millions de dollars en 1993. En 1994, Radio Free Europe/Radio Liberty passe sous la surveillance du Broadcasting Board of Governors, dont les membres sont nommés par le président des États-Unis. Le siège de la station est déménagé vers Prague en 1995 et nombre d'émissions européennes supprimées (par exemple : le polonais en 1997), sauf celles du département Slave du Sud. Par ailleurs, son activité s'accroît au Moyen-Orient : Radio Free Iraq et Radio Farda (destiné à l'Iran) sont fondés en 1998, un service est lancé au Kosovo en 1999 et Radio Free Afghanistan ressuscite en 2002.
Selon les services de renseignement tchèques, le régime de Saddam Hussein a tenté d'organiser un attentat pour arrêter ses émissions vers l'Irak à partir de 1999.
En 2009, son siège s'installe dans un nouveau bâtiment moderne à Prague.
Le 14 octobre 2014, Radio Free Europe/Radio Liberty (RFE/RL) et Voice of America (VOA) lancent un programme de nouvelles télévisées en langue russe, Current Time, qu'ils présentent comme destiné à « fournir aux auditeurs des pays limitrophes à la Russie une information contrebalançant la désinformation produite par les médias russes, désinformation qui entretient l'instabilité dans la région. » Selon des renseignements en provenance des cercles intéressés, Current Time est devenu, dans les deux années qui ont suivi, un programme émettant en permanence, sur Internet et par télévision, en direction d'auditoires russophones du monde entier,.
Vers 2017, Voice of America et RFE/RL lancent deux sites de vérification des faits (« fact-checking »), Polygraph.info (en) et, en langue russe, factograph.info,.
En 2019, RFE/RL annonce qu'un budget de 129 millions de dollars lui est alloué par les États-Unis.
En 2019, Radio Ozodi, la version tadjike de RFE/RL, est accusée de relayer la propagande du régime du président Emomalii Rahmon (en particulier en attaquant le Parti de la renaissance islamique du Tadjikistan), de ne jamais critiquer les actions du président et de sa famille, ni de mentionner le bilan du pays au niveau des droits de l'homme et d'être financièrement lié à la famille du président. Une enquête interne confirme les biais dans la ligne éditoriale et les reportages de Radio Ozodi,.
Dans le contexte de l'invasion de l'Ukraine par la Russie, la radio est diffusée en Ukraine sous le nom de Svoboda.
En février 2025, après l'élection de Donald Trump au poste de président des États-Unis, Elon Musk, nouvellement nommé à la tête d'un futur « ministère de l'Efficacité gouvernementale », déclare vouloir fermer Radio Free Europe/Radio Liberty estimant que la station constitue un gaspillage de l'argent des contribuables américains.
Le 14 mars 2025, le président Donald Trump signe un décret ordonnant la réduction des effectifs de 7 agences fédérales, dont l'U.S. Agency for Global Media qui supervise RFE/RL. Les médias de l'USAGM sont décrits par Trump comme de la « propagande anti-américaine ». Une partie du personnel de RFE/RL est mis en congé à partir du 15 mars. RFE/RL dépose alors plainte contre l'USAGM, de Kari Lake, « conseillère spéciale » de l'USAGM et de Victor Morales, directeur par intérim de l'USAGM, dans l'objectif d'empêcher l'arrêt de son financement par l'État. RFE/RL conteste l'autorité du président à refuser un financement qui est dans le domaine de compétence juridique du Congrès des États-Unis. D'autre part, Martin Dvořák, le ministre tchèque des Affaires européennes mentionne une initiative de la part de plusieurs pays de l'Union européenne visant à financer RFE/RL.
Le 3 avril 2025 le canal par satellite utilisé par le programme Current Time est éteint par l'USAGM. En  revanche les diffusions des  programmes par internet sont maintenues.

## Organisation

### Statut
Radio Free Europe est une entreprise privée, mais son financement vient du Congrès américain. La station est surveillée par le Broadcasting Board of Governors (BBG), un organisme d'État dont les membres sont nommés par le président des États-Unis. Le BBG comporte des personnes choisies parmi les Républicains et les Démocrates.

### Objectifs
L'objectif originel de Radio Free Europe était de combattre le communisme en diffusant des idées et des informations normalement indisponibles aux habitants du bloc de l'Est.
Les buts officiels revendiqués par la radio sont au nombre de cinq :
- « fournir des informations, des analyses et des discussions des sujets intérieurs et régionaux de façon objective, cruciales aux transformations démocratiques et de marché libre »[25] ;
- renforcer les sociétés civiles en exposant les valeurs démocratiques ;
- combattre l'intolérance religieuse et ethnique, et promouvoir la compréhension mutuelle entre les peuples ;
- établir un modèle pour les médias locaux, aider la création d'un journalisme professionnel et indépendant, et développer des partenariats avec des médias locaux ;
- nouer des liens entre les pays de la région (couverte par Radio Free Europe) et les démocraties établies.

### Budget

Ancien logo.

Bien que RFE soit une société privée, elle est financée par le Congrès américain. Le budget connaît une première diminution en 1993. De 1998 à 1999, il s'accroît, puis diminue et stagne en 2000 et 2001. Les attentats du 11 septembre 2001 incitent le gouvernement américain à faire un effort financier pour les organismes diffusant à l'étranger : le budget de Radio Free Europe passe ainsi de 67,9 à 79,127 millions de dollars en 2002. En effet, la station ne diffuse pas qu'en Europe, mais aussi en Asie et au Moyen-Orient. Le budget diminue à nouveau en 2003 et 2004, pour croitre légèrement en 2005.
|                                | 1998   | 1999   | 2000   | 2001 | 2002   | 2003 | 2004 | 2005 | 2006 | 2007 |
| ------------------------------ | ------ | ------ | ------ | ---- | ------ | ---- | ---- | ---- | ---- | ---- |
| Montant en millions de dollars | 68,419 | 74,647 | 67,794 | 67,9 | 79,127 | 75,8 | 72,5 | 74   | 75,3 | 75,1 |

### Langues diffusées
Voici une liste non exhaustive des langues diffusées par Radio Free Europe : arménien, azéri, bachkir, biélorusse, bosnien, dari, géorgien, kazakh, kirghize, macédonien, moldave, ouzbek, pachto, persan, russe, serbe, tadjik, tatar, tatar de Crimée, turkmène, ukrainien.
|                   | 1998 | 1999 | 2000     | 2001 | 2002 | 2003 | 2004 | 2005 | 2006 | 2007 |
| ----------------- | ---- | ---- | -------- | ---- | ---- | ---- | ---- | ---- | ---- | ---- |
| Nombre de langues | 23   | 25   | 25 ou 26 | 28   | 30   | 34   | 28   | 28   | 28   | 28   |

### Employés
En 2005 Radio Free Europe comptait 512 collaborateurs, dont le nombre diminue depuis le pic de 2002 et 2003 (respectivement 593 et 602 employés), tout en restant supérieur au niveau observé à la fin des années 1990.
|                   | 1998 | 1999 | 2000       | 2001 | 2002 | 2003 | 2004 | 2005 | 2006 | 2007 |
| ----------------- | ---- | ---- | ---------- | ---- | ---- | ---- | ---- | ---- | ---- | ---- |
| Nombre d'employés | 440  | 457  | 476 ou 513 | 531  | 593  | 602  | 511  | 512  | 538  | 497  |

### Participation à d'autres projets
La station participe fortement à l'existence de certaines radios. C'est le cas de Radio Free Afghanistan, filiale de RFE. Radio Free Europe gère également avec Voice of America la station Radio Farda qui diffuse en persan à destination de l'Iran.

## Personnalités liées àRadio Free Europe
- Jan Nowak-Jeziorański (1914-2005), directeur de la section polonaise (1952-1976).
- Zdzisław Najder (1930-2021), directeur de la section polonaise de 1982 à 1987.
- Jan Zaprudnik (en) (1926-2022), directeur de la section biélorusse dans les années 1970.
- Kevin Klose (1940-), directeur de RFE/RL entre 1994 et 1997. Directeur de la NPR.
- Hanna Herman (1959-), directrice de la station de Kiev.
- Tadeusz Chciuk (1916-2001), rédacteur à la section polonaise.
- Anatoli Kouznetsov (1919-1979), écrivain dissident soviétique, animateur de la section britannique en 1972-1979.
- Ferdinand Peroutka (1895-1978), écrivain dissident tchécoslovaque, directeur de la section tchécoslovaque en 1951.
- Sanda Stolojan (1919-2005), poètesse, traductrice et écrivaine roumaine.
- Natalia Sedletska (1987-), journaliste ukrainienne travaillant sur la corruption, animatrice de la section tchèque en 2014.

## Dans la fiction
- La radio est le sujet du roman Mr Suzuki et l'espion fou (1972), dans lequel un assassin extermine froidement et systématiquement les principaux journalistes de la station de radio, selon leur ordre d'ancienneté.